# Electro boogie
Electric boogie – potocznie „taniec robota”. Współczesny styl taneczny, mylony z tańcem electro, niegdyś błędnie uznawany za element breakdance'u. 

## Charakterystyka
Nazwa powstała od kalifornijskiej grupy tanecznej Electric Boogaloos, tańczącej popping. Właściwie electro boogie zostało rozwinięte w Stanach Zjednoczonych przez mieszkańców Nowego Jorku w latach 80. XX wieku. Inspiracją dla jego powstania był zarówno kalifornijski popping, jak i pantomima czy ruchy robotów, bądź animowanych lalek (np. Godzilla) na filmach. 
Taniec ten ma charakter wolno-stylowy, co oznacza, że każde wyjście opiera się na improwizacji a nie na ustalonej choreografii.